# Almah (album d'Avishai Cohen)
Pour les articles homonymes, voir Almah (homonymie).
Albums de Avishai Cohen
Duende
(2012) From Darkness
(2015)
Almah est un album d'Avishai Cohen paru en 2013.

## Liste des titres
1. Overture 'Noam' Op.1
2. Song for My Brother
3. On a Black Horse/Linearity
4. A Child Is Born
5. Arab Medley
6. Southern Lullaby
7. Hayo Hayta
8. Shlosre
9. Kefel
10. Kumi Venetse Hasadeh

## Musiciens
- Avishai Cohen - Contrebasse
- Nitay Hershkovits - Claviers
- Ofri Nehemya - Percussions, batterie